# Мультиплексування

Схема мультиплексування

Мультиплексування (англ. multiplexing) — передача даних багатьох сигналів через один канал зв'язку. Може здійснюватись через розподіл сигналів в часі, за частотою або кодом.
Працює передавання через мультиплексор, і демультиплексор. (В дуплексі ці пристрої називають лише мультиплексорами, а так і є найчастіше).
Приклад мультиплексера — USB інтерфейс. Він може підключати до 128 пристроїв через хаб.

## Інверсне мультиплексування
Інверсним мультиплексуванням (inverse MUX, IMUX) називається процес розбиття потоку даних на декілька повільніших потоків, з метою передавання їх одночасно по кількох повільних лініях.
Різниця між інверсним мультиплексором і демультиплексором полягає у тому, що вихідні потоки у першому випадку взаємозалежні, а у другому — незалежні один від одного.[джерело?]
Інверсний мультиплексор, таким чином, є протилежністю до мультиплексора: перший розділяє один високошвидкісний потік на множину повільних, а другий навпаки, об'єднує множину повільніших потоків у один швидкісний.
Прикладом є Інверсне мультиплексування ATM, де ATM-потік передається по множині з'єднань T1 або E1.

## Зноски
1. 1 2  Tannenbaum, 2011, с. 125.